# LEGACYSOUL
LEGACYSOUL（レガシーソウル）は、タカラトミーが展開するハイターゲット向け商品である。「T-SPARK」の一レーベルで、過去の製品を現代の技術で復活させる商品として発売。国内外同時に販売するが国内はタカラトミーモール限定商品として展開する。

## 製品

### ミクロマンシリーズ
コマンド1号4体セット（2025年12月予定）
ミクロマンM151L イースト・エルナンデス、ミクロマンM152L エリック・エルナンデス、ミクロマンM153L エルダ・エルナンデス、ミクロマンM154L エバンス・エルナンデスの4体とそれぞれの専用ウイングとカプセルのセット。

### ビーダマン
スーパービーダマン・OSギア・タマゴスペシャル ファイティングフェニックス（2026年1月予定）
OSギアとパワーウイングの装着、脱着が可能。コンテナケースを同梱したコンテナケースセットも同時発売。